# Charlie Mariano
Charlie Mariano właśc. Carmine Ugo Mariano (ur. 12 listopada 1923 w Bostonie, zm. 16 czerwca 2009 w Kolonii) – amerykański jazzowy saksofonista altowy i sopranowy, znany również z gry na tradycyjnym instrumencie dętym pochodzącym z Indii – nadaswaramie. Jeden z pierwszych jazzmanów grających world music.

## Życiorys
Carmine Ugo był trzecim, najmłodszym dzieckiem pary włoskich emigrantów z Abruzzi: Giovanniego i Marii Digirronimo Mariano. Pierwsze lekcje muzyki otrzymał od starszej siostry Coliny, studiującej pianistykę, ale gra na tym instrumencie niezbyt go interesowała. Jako nastolatek podziwiał grę Lestera Younga. Późniejszym wzorem do naśladowania został dla Mariano Johnny Hodges. Cenił również grę i był pod dużym wpływem muzyki Charliego Parkera i Johna Coltrane’a. Swój pierwszy saksofon dostał od siostry w 1942, a pierwszy swój koncert dał ze szkolnym zespołem. Zaczął zawodową karierę jako członek jednej z orkiestr w lokalu-klubie „Ort's Grill” w Bostonie. Grał tam do 1943, kiedy to dostał wezwanie do wojska. Nosił mundur przez pełne trzy lata, ale służbę odbył jako członek wojskowej orkiestry w bazach w Kansas i Kalifornii. Po wojnie, w 1945 ożenił się z dziewczyną poznaną w Kansas. Po niezbyt udanych próbach znalezienia pracy jako muzyk, jesienią 1945 rozpoczął studia muzyczne w Schillinger House w Bostonie, obecnie Berklee College of Music (jako uczący się były żołnierz otrzymywał stypendium, które umożliwiało przeżycie). Nauka nie wykluczała jednak gry i Mariano wykorzystywał każdą okazję występując w tym okresie z różnymi muzykami, m.in. z Jakim Byardem, Serge'em Chaloffem czy Dickiem Twardzikiem.
Grudzień 1947 to data pierwszej zarejestrowanej sesji nagraniowej Charliego Mariano jako członka sekcji dętej w zespole Ray Borden Big Band. W 1948 został członkiem bostońskiej orkiestry prowadzonej przez pianistę Nata Pierce’a. W 1949 nagrał płytę jako członek septetu Serge'a Chaloffa i Ralpha Burnesa. Po ukończeniu nauki w Schillinger House został zaangażowany jako saksofonista do klubu w pobliskim Lynn, gdzie grał m.in. z pianistą Jakim Byardem. W tym czasie Mariano został liderem swojego pierwszego zespołu. W składzie Charlie Mariano with His Jazz Group byli: trębacz Herb Pomeroy, Jaki Byard, basista Jack Carter i perkusista Peter Littman. W 1950 dla niewielkiej wytwórni Imperial nagrali pierwszą płytę, a w 1951 kolejną (bez specjalnych sukcesów finansowych). W grudniu 1951 powstał nowy album: The New Sounds From Boston – with Charlie Mariano and His Groups, tym razem już dla wytwórni Prestige, która w styczniu 1953 zrealizowała następną płytę Charlie Mariano Boston All Stars.
W lutym 1953 byli członkowie grupy Woody’ego Hermana: basista Chubby Jackson i puzonista Bill Harris założyli własny zespół The Jackson–Harris Herd, w którego składzie znalazł się też Charlie Mariano (nazwa zespołu była też tytułem ich płyty wydanej w lutym przez wytwórnię Norgran). Wiosną 1953 ukazały się kolejne płyty Charliego Mariano: Charlie Mariano i The Nat Pierce – Dick Collins Nonet, The Charlie Mariano Sextet. W czerwcu 1953 Mariano wraz z zaprzyjaźnionymi muzykami (Herb Pomeroy, Jimmy Woode, Jaki Byard i in.) założył Jazz Workshop, przez prawie dwa lata prowadząc warsztaty dla młodych ludzi chcących uczyć się grania jazzu. Szkoła ta stanowiła również źródło utrzymania dla nauczycieli.
Od października 1953 do końca 1955 był członkiem znanej orkiestry Stana Kentona (zastąpił w niej Lee Konitza). Razem z nim grali wtedy perkusista Mel Lewis, basista Max Bennet, saksofoniści tenorowi Bill Perkins i Dave van Kriedt, saksofonista altowy Lennie Niehaus, trębacze Al Porcino, Stu Williamson i in. Podczas tras koncertowych big bandu Kentona solistami byli tacy muzycy jak Charlie Parker, Dizzy Gillespie, Erroll Garner czy piosenkarka June Christy.
Po rezygnacji z gry w dużym zespole wyjechał na Zachodnie Wybrzeże, gdzie w Los Angeles grał wraz z Shellym Manne'em w jego grupie Shelly Manne & His Men (razem z trębaczem Stu Williamsonem, pianistą Russem Freemanem i basistą Leroyem Vinnegarem). W tym czasie zespół nagrał pięć płyt dla wytwórni Contemporary. Pracował też jako muzyk sesyjny dla wytwórni Bethlehem (soundtrack filmu The James Dean Story powstał m.in. z jego udziałem).
Na przełomie 1958/1959 m.in. z uwagi na to, iż to cool jazz stawał się na wybrzeżu stylem dominującym, powrócił do Bostonu. Podjął pracę jako nauczyciel w swojej dawnej szkole, która teraz nosiła już nazwę Berklee School of Music. Grał też w zespole innego wykładowcy Berklee – Herba Pomeroya. W tym czasie definitywnie rozpadło się jego pierwsze małżeństwo, a Mariano związał się ze studentką Berklee – japońską pianistką Toshiko Akiyoshi (wzięli ślub w listopadzie 1959). Jeszcze w tym samym roku wyjechali razem do Los Angeles, gdzie Mariano miał grać na saksofonie tenorowym w zespole Stana Kentona. Po roku zdecydowali się na wyjazd do Nowego Jorku i założenie własnej grupy. Był to kwartet z Gene’em Cherico na basie i perkusistą Eddim Marshallem (a później Albertem „Tootie” Heathem). Grali w popularnych klubach Nowego Jorku, a pod koniec 1960 roku nagrali płytę Toshiko Mariano Quartet (Candid). Potem wyruszyli w długą trasę po Kanadzie, Meksyku i Japonii, po której rozwiązali zespół, realizując oddzielne projekty.
W ciągu kolejnych lat Mariano występował z wieloma znanymi muzykami, takimi jak Charlie Parker, Dizzy Gillespie czy McCoy Tyner. Wysoko oceniona została również jego gra z Charlesem Mingusem zarejestrowana na albumach Mingus Mingus Mingus Mingus Mingus i The Black Saint and the Sinner Lady (1963). W 1963 pojawił się też na albumie Live at Newport (Impulse!) będącym zapisem występu lidera i zespołu (Charlie Mariano, trębacz Clark Terry, basista Bob Cranshaw i perkusista Mickey Roker) na Newport Jazz Festival. Kolejną, tym razem własną płytą nagraną w 1963 był A Jazz Portrait of Charlie Mariano, gdzie miał szansę zaprezentowania swej gry na tle różnych formacji: big bandu, kwintetu i sekcji smyczkowej.
W sierpniu 1963 przyszła na świat córka Charliego Mariano i Toshiko Akiyoshi – Monday. W 1964 razem z Toshiko koncertował w Europie: we Francji i krajach skandynawskich. Po dwóch latach spędzonych w trasach i Japonii oboje wrócili do Nowego Jorku. Mariano dostał propozycję grania na płycie Elvina Jonesa Dear John C., ale potem musiał wrócić do Bostonu i nauczania w Berklee School of Music (1965/1966), wykorzystując jednak każdą okazję, aby grać jazz (np. w 1966 grał w Ronnie Scott’s Jazz Club w Londynie).
Na zlecenie USIA podjął się edukacyjnej pracy w Malezji, gdzie od 1966 do października 1967 organizował i kierował orkiestrą radiową w Kuala Lumpur. Podczas tego pobytu nauczył się gry na egzotycznym instrumencie, który bardzo mu się spodobał, był to pochodzący ze wschodnich Indii nadaswaram. Po muzyce japońskiej, to kolejne doświadczenie Mariano z muzyką tworzoną w innych rejonach świata.
Wrócił do Japonii na serię koncertów z japońskim saksofonistą i flecistą Sadao Watanabe, z którym nagrał też albumy Charlie Mariano i Sadao Watanabe(1967) i We Got a New Bug (1968), a z Arifem Mardinem Glass Onion (1968). W 1967 rozpadło się jego małżeństwo z Akiyoshi.
Po zakończeniu pracy w Malezji, mimo reputacji zdecydowanego muzyka bopowego, założył i kierował grupą Osmosis, grającą nową wówczas muzykę fusion, łączącą jazz i rocka. Nagrali też album Osmosis (1970).
Od 1971 Mariano przebywa w Europie, mieszkając w Holandii (gdzie grał z Chrisem Hinze) i Belgii, dokąd zaprosił go Stu Martin i gdzie powstał ich free jazzowy zespół Ambush (rozwiązany po prawie roku działalności). W 1972 przebywał w Zurichu, biorąc udział (grając na scenie) w spektaklu teatralnym „Marat/Sade” Petera Weissa, z muzyką napisaną przez George’a Gruntza. W Niemczech poznał członków grupy Embryo, z którą w rezultacie grywał na koncertach, a w grudniu 1972 zarejestrował album We Keep On.
Kontynuacją koczowniczego trybu życia był wyjazd do Indii w 1973, gdzie mieszkał Muthaiah – człowiek, który w Malezji uczył go gry na nagaswaram. Spędził u niego prawie pół roku, mieszkając w hinduskiej wiosce, żyjąc tak jak jej mieszkańcy i kontynuując naukę.
Po powrocie, 15 lipca 1973 uczestniczył w sesji nagraniowej wraz z innymi saksofonistami: Garym Bartzem, Lee Konitzem i Jacky'm McLeanem. Powstał wtedy album Altissimo, którego producentem był Joachim-Ernst Berendt.
Zainteresowania Mariano jazzrockiem, ciekawość nowości i jego przyjacielski charakter skutkowały nie tylko jazzowymi zaproszeniami: wielokrotnie występował z holenderską grupą rockową Supersisters. Nagrał też z nimi album Iskander (1973). Kolejna płyta to np. Age of Miracles nagrana wraz z pianistą Wolfgangiem Daunerem, basistą Sigi Buschem, puzonistą Edem Krögerem i perkusistą Kasprem Windingiem. Wreszcie w 1974 doszło do założenia grupy Pork Pie razem z pianistą Jasperem van ’t Hofem, gitarzystą Philipem Catherine, basistą Jeanem François Jenny-Clarkiem i perkusistą Aldo Romano (LP Transitory, 1974).
W 1974 powstała też płyta Reflections nagrana razem z muzykami z Finlandii, m.in. z saksofonistą Eero Koivistoinenem. W tym czasie Mariano był też właściwie członkiem grupy Eberharda Webera – Colours. Po dłuższym okresie wspólnego grania współpraca się urwała, ale nie definitywnie. W 1976 powrócił do nich i razem pojechali w trasę po Stanach Zjednoczonych, po której Mariano został na jakiś czas w Ameryce, pracując m.in. jako muzyk sesyjny. Ta praca jednak mu nie odpowiadała i wkrótce znów pojechał do Europy, aby dołączyć do Colours i Pork Pie.
Zgodnie ze swoimi zasadami ciągle grywał z wieloma różnymi muzykami: Wolfgangiem Daunerem, Zbigniewem Seifertem, Januszem Stefańskim i innymi. Mariano był jednym z założycieli warsztatowej formacji United Jazz and Rock Ensemble, którą zwano „zespołem liderów”. a której pierwszy album to Live im Schützenhaus (1977). W 1979 z Jasperem van ’t Hoffem i Philipem Catherinem nagrał album Sleep My Love. Tworzył trio z Alim Haurandem i Danielem Humairem.
Wspólne granie z basistą Dieterem Ilgiem podczas sesji do albumu Savannah Samurai (1998) zaowocowało powstaniem kameralnego duetu jazowego Mariano – Ilg. W szerokim spektrum zainteresowań Mariano mieściła się również współpraca z takimi przedstawicielami świata artystycznego jak Nena, Herbert Grönemeyer i Konstantin Wecker.
Mariano miał też duży udział w popularyzacji world music, bo badania nad muzyką etniczną prowadził przez wiele lat, włączając jej elementy (i instrumenty) do wykonywanych przez siebie jazzowych kompozycji. Rabih Abou-Khalil, Dino Saluzzi czy zespół Dissidenten to tylko kilka przykładów wspólnego grania i powiązań Mariano z tego rodzaju wykonawcami.
W połowie lat 80. muzyk osiadł już na stałe w Niemczech i ze swą trzecią żoną, malarką i scenografką Dorotheą Zippel-Mariano, zamieszkał w Kolonii.
Do artystycznego dorobku Charliego Mariano zalicza się ponad 300 albumów, w nagraniu których uczestniczył. Był ojcem sześciu córek, w tym soulowo-jazzowej piosenkarki Monday Michiru (z małżeństwa z Toshiko Akiyoshi).
Charlie Mariano zmarł w Kolonii w czerwcu 2009 na raka.